# Oberpostdirektion Kassel

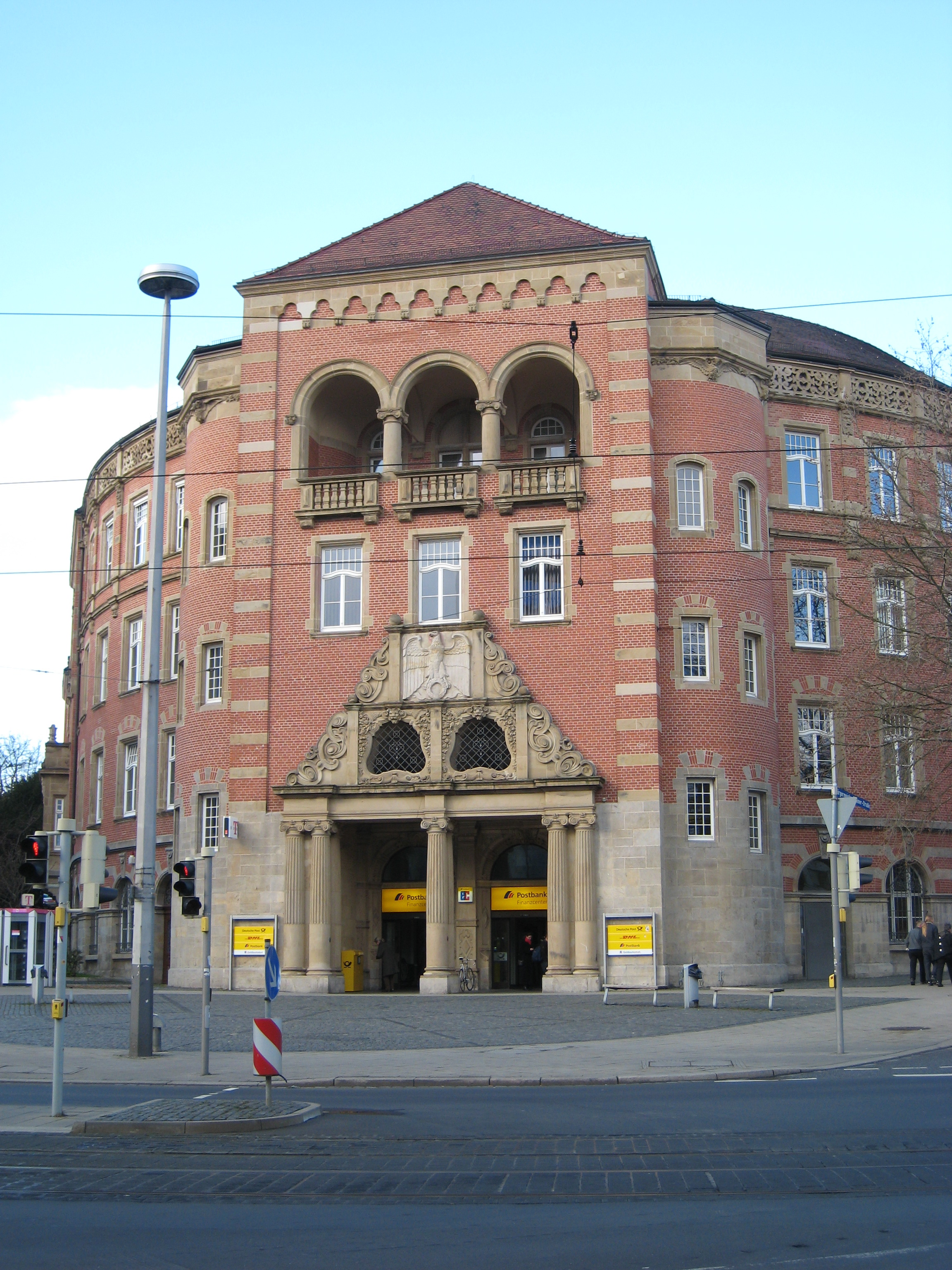
Postamt Friedrich-Ebert-Straße, 1906 bis 1943 Sitz der Oberpostdirektion Kassel

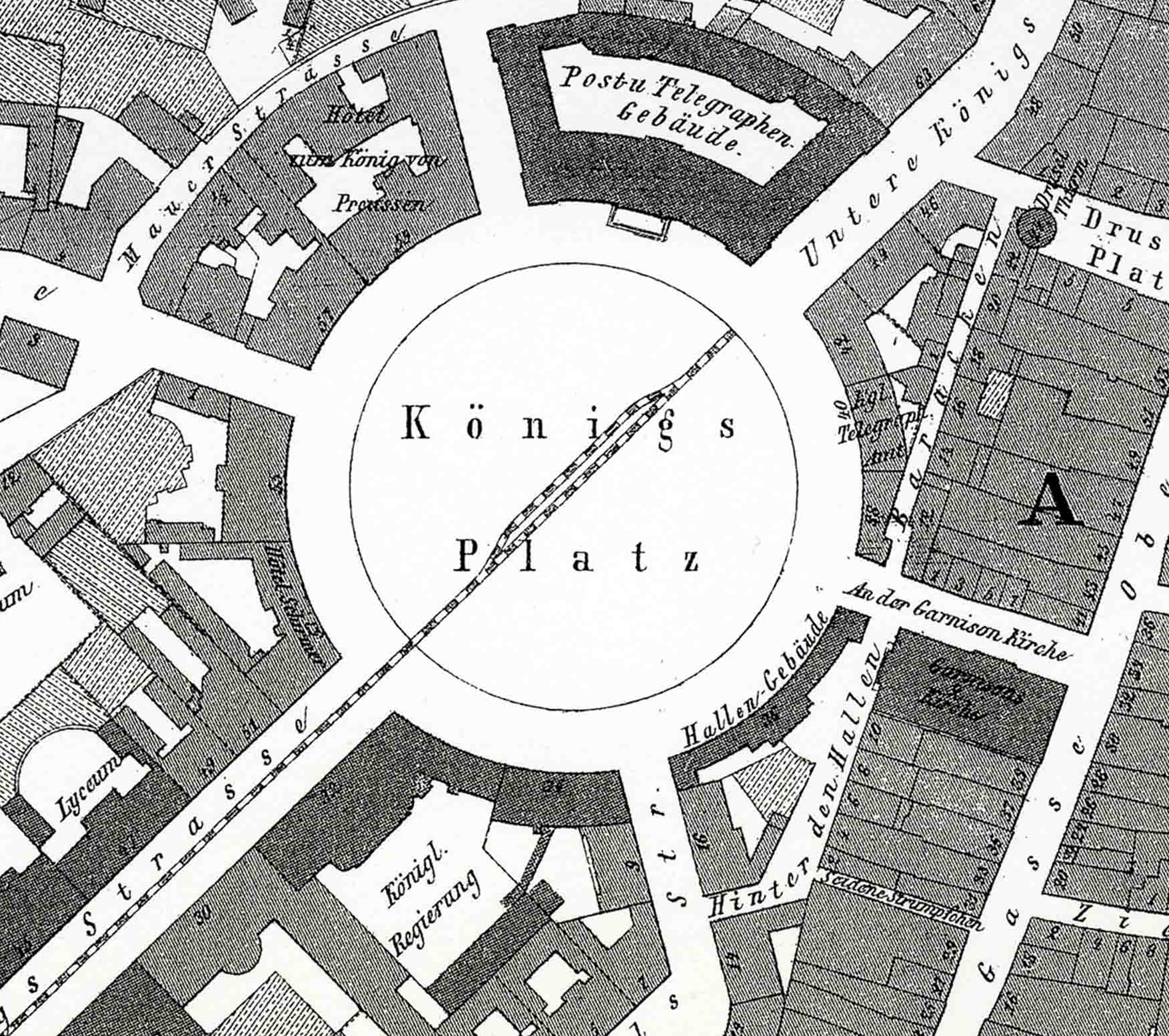
Der Königsplatz Kassel 1877 mit dem Standort des alten Gebäudes der Oberpostdirektion

Die Oberpostdirektion Kassel (1934–1943: Reichspostdirektion Kassel) war von 1867 bis 1943 die Oberpostdirektion mit Sitz in Kassel.

## Vorgeschichte
Um 1641 richtete der Kasseler Bürger Bernhard Parwein eine Zweigstrecke der Post von Vechta nach Kassel ein. Vechta lag an der Verbindungsstrecke der von den Thurn und Taxis betriebenen Kaiserlichen Reichspost von Frankfurt am Main nach Leipzig. Parwein betrieb die Kaiserliche Postanstalt bis 1667. Landgraf Wilhelm VI. ernannte den Weinschenk Reinhard Bödicker zum hessischen Postverwalter in Kassel und schuf damit eine landeseigene Post. Thurn und Taxis durfte keine Station in der Landgrafschaft betreiben, wohl aber das Land durchqueren.
1690 bis 1709 war der Kammerpräsident Freiherr von Görtz Inhaber der Post in Hessen-Kassel, als Lehen des Landesherren. 1709 bis 1715 betrieb der Landgraf die Post auf eigene Rechnung und verpachtete sie am 1. Juli 1715 an den Rat Christian von Bar gegen eine jährliche Pacht von 1200 (ab 1718 sogar 4800) Gulden. Diesem General-Postmeister unterstand unter anderem in Kassel das Ober-Postamt als oberste Postbehörde in der Landgrafschaft. 1715 wird der Kanzler und Geheime Rat Niklas Wilhelm Goadaeus als Leiter der Ober-Inspektion und Direktion der Post genannt, 1724 eine vierköpfige Direktion der Post ernannt. 1731 wurde Prinz Wilhelm Leiter der Post, wobei Regierungsrat von Calclhoff als Mitdirektor wirkte. 1753 übernahm der Ober-Appellationsgerichts-Rat Leonhard Heinrich Ludwig Georg von Canngießer die Leitung der Behörde, die inzwischen Ober-Post-Direktion genannt wurde.
Um Konflikte mit der Thurn-und-Taxis-Post zu vermeiden, wurde am 11. Mai 1816 ein Abkommen zwischen der Landgrafschaft und Thurn und Taxis getroffen. Die Landgrafschaft (deren Regent 1803 zum Kurfürsten aufgestiegen war) als Inhaber des Postregals übertrug das Postwesen als erbliches Lehen auf Carl Alexander von Thurn und Taxis. In diesem Vertrag wurde in Kassel die Ober-Post-Direktion in die General-Post-Inspektion als oberste staatliche Aufsichtsbehörde umgewandelt. Untergeordnet war die Thurn und Taxische General-Post-Direktion, die soweit es sich um Hessen-Kasselanische Angelegenheiten betraf, als Kurfürstlich-Hessische General-Post-Direktion firmierte.

## Die preußische Oberpostdirektion
Nach dem Sieg im preußisch-österreichischen Krieg besetzten preußische Truppen am 19. Juni 1866 die Stadt Kassel und Preußen annektierte Hessen-Kassel. In einem Abtretungsvertrag zwischen Thurn und Taxis und dem preußischen Staat wurden die Posteinrichtungen an Thurn und Taxis überlassen. Der Vertrag wurde am 28. Januar 1867 ratifiziert, und die Übergabe erfolgte am 1. Juli 1867.
Die Ober-Post-Inspection Kassel wurde aufgehoben und eine Königlich Preußische Oberpostdirektion Kassel nach preußischem Muster wurde eingerichtet. Unterhalb dieser Oberpostdirektion bestanden (Stand 1875) elf Postämter I. Klasse (in Kassel, Hanau, Fulda, Marburg, Eschwege, Hersfeld, Gelnhausen, Arolsen, Bebra, Karlshafen und Pyrmont).
Die Gebiete des Fürstentums Waldeck und Pyrmont wurden von der Oberpostdirektion Minden übernommen, die zum 1. Juni 1869 aufgelöst, aber am 1. Januar 1876 erneut eingerichtet wurde.

## Weitere Geschichte
Die Oberpostdirektion (die nacheinander Behörde Preußens, des Norddeutschen Bundes und des Deutschen Kaiserreichs war) wurde am 1. April 1934 in Reichspostdirektion umbenannt.
Mit Wirkung vom 26. Februar 1943 wurde die Oberpostdirektion Kassel aufgehoben und dem Bezirk der Oberpostdirektion Frankfurt zugeteilt.

## Personen
Leiter der Oberpostdirektion Kassel waren:
- Riesen (1867–1878)
- Oberpostdirektor von Vahl (1878–1881)
- zur Linde (1881–1888)
- Zielcke (1888–1891)
- Frank (1891–1900)
- Hoffmann (1900–1913)
- Bergener (1913–1924)
- Schenk (1924–1928)
- Orth (1928–1930)
- Plein (1930–1931)
- Boas (1931–1937)
- Lohmeyer (1937–1938)
- Brick (1938–1940)
- Meyer (1940–1941)
- Glitsch (1941–1943)

## Gebäude
Die Oberpostdirektion Kassel hatte ihren Sitz in einem 1772 von Hofbaumeister Simon Louis du Ry erbauten Gebäude am Königsplatz.
Von 1878 bis 1881 wurden im Reichspostamt Berlin, durch August Kind die Grundrisse erarbeitet und einem Fassaden-Entwurf von Martin Gropius und Heino Schmieden wurde an gleicher Stelle ein neues Gebäude der Oberpostdirektion, des Postamtes und des Telegraphenamtes unter der Oberbauleitung von Postbaurat Carl Cuno aus Frankfurt a. M. erbaut.
Bereits 1906 wurde ein neues Gebäude der Oberpostdirektion Kassel in der Hohenzollernstraße (heute: Friedrich-Ebert-Straße 24) bezogen. In dreijähriger Bauzeit war dort ein prunkvoller Bau im Stil der italienischen Renaissance entstanden. Das Gebäude wurde im Zweiten Weltkrieg zerstört und mit vereinfachter Fassade wieder aufgebaut. Es wurde bis Ende 2020 als Postamt genutzt. Die weitere Verwendung ist offen.